# Anisogomphus orites
Anisogomphus orites е вид водно конче от семейство Gomphidae.

## Разпространение
Видът е разпространен в Индия (Асам, Дарджилинг, Мегхалая и Сиким) и Непал.